# Discotrema
Discotrema är ett släkte av fiskar. Discotrema ingår i familjen dubbelsugarfiskar.
Kladogram enligt Catalogue of Life:
| Discotrema | \| \| Discotrema crinophilum \| \| \| \| \| \| Discotrema monogrammum \| \| \| \| \| \| Discotrema zonatum \| \| \| \| |
|            | \| \| Discotrema crinophilum \| \| \| \| \| \| Discotrema monogrammum \| \| \| \| \| \| Discotrema zonatum \| \| \| \| |
|            | Discotrema crinophilum                                                                                                 |
|            | |
|            | Discotrema monogrammum                                                                                                 |
|            | |
|            | Discotrema zonatum |
|            | |